# Hebron (Nou Hampshire)
Hebron és una població dels Estats Units a l'estat de Nou Hampshire. Segons el cens del 2000 tenia 459 habitants.

## Demografia
Segons el cens del 2000, Hebron tenia 459 habitants, 206 habitatges, i 146 famílies. La densitat de població era de 10,5 habitants per km².
Dels 206 habitatges en un 20,4% hi vivien nens de menys de 18 anys, en un 63,1% hi vivien parelles casades, en un 5,8% dones solteres, i en un 29,1% no eren unitats familiars. En el 23,3% dels habitatges hi vivien persones soles el 10,2% de les quals corresponia a persones de 65 anys o més que vivien soles. El nombre mitjà de persones vivint en cada habitatge era de 2,23 i el nombre mitjà de persones que vivien en cada família era de 2,6.
Per edats la població es repartia de la següent manera: un 16,1% tenia menys de 18 anys, un 6,3% entre 18 i 24, un 18,7% entre 25 i 44, un 30,7% de 45 a 60 i un 28,1% 65 anys o més.
L'edat mediana era de 50 anys. Per cada 100 dones de 18 o més anys hi havia 91,5 homes.
La renda mediana per habitatge era de 47.639$ i la renda mediana per família de 54.688$. Els homes tenien una renda mediana de 37.857$ mentre que les dones 30.625$. La renda per capita de la població era de 30.196$. Entorn del 2,6% de les famílies i el 2,8% de la població estaven per davall del llindar de pobresa.